# Pommes de route
Albums de Plume Latraverse
Le vieux show son sale
(1975) En noir et blanc
(1976)
Albums par Stephen Faulkner
Cassonade
(1978)
Pommes de route est le quatrième album de l'auteur-compositeur-interprète Plume Latraverse, réalisé avec Stephen Faulkner et paru en novembre 1975. L'album est l'un des rares de Plume à avoir été réédités en intégralité sur CD, en 1995.

## Titres
Toutes les chansons sont écrites par Plume Latraverse et Stephen Faulkner, sauf mention contraire.
Le refrain de La Bienséance est basé sur Les Plaisirs démodés de Charles Aznavour.
| 1. | Pommes de route (Latraverse)         | 1:08 |
| 2. | La 20 (Latraverse)                   | 3:52 |
| 3. | Les Bobettes à Bedê                  | 0:30 |
| 4. | Jonquière                            | 3:18 |
| 5. | La Bienséance (Latraverse, Faulkner) | 2:10 |
| 6. | Y a rien là                          | 2:25 |
| 7. | Ma porte de shed                     | 5:34 |
| 8. | Anecdote                             | 2:00 |

| 1. | U.F.O.                       | 2:45 |
| 2. | Sapolin #148                 | 4:50 |
| 3. | Hold up                      | 3:31 |
| 4. | Pleine Lune                  | 3:25 |
| 5. | Alcohol (Latraverse)         | 2:52 |
| 6. | Rappel (Choquette, Faulkner) | 3:06 |

## Musiciens
- Plume Latraverse – guitare acoustique, harmonica, vibraslap, chant
- Stephen Faulkner – guitare acoustique et électrique, piano acoustique et électrique, orgue Hammond, guitare slide, basse, chant
- Serge Vaillancourt – batterie
- Jacques Laurin – basse (La 20 et Pleine Lune), contrebasse (Pommes de route et Ma porte de shed)
- Maurice Richard – basse (Y a rien là)
- Michel Rivard – guitare slide (Y a rien là)
- Sylvie Choquette – bombarde, chant
- Dr Pierre Landry M.D. – flûte à bec

## Équipe technique
- Harvey Robitaille – ingénieur du son, mixage
- Claude Demers – ingénieur du son (Alcohol)
- Guy Rhéaume – ingénieur du son (U.F.O.), mixage
- Claude Allard – ingénieur du son (Hold up et Y a rien là)

- Conception graphique – Plume Latraverse
- Photographie – Jean-Louis Martin
- Enregistrement complété au Studio RCA